# Голландская Ангола
Голландская Ангола (официально Лоанго-Ангола) — название владений Голландской Вест-Индской компании на территории современных Анголы и Республики Конго. В частности, этот термин может применяться также в отношении захваченной голландцами Португальской Анголы в период с 1641 по 1648 года. После захвата Анголы португальцами в 1648 году торговые отношения Голландии и Португальской Анголы, несмотря на это, не были разорваны. Начиная с 1670 года, Голландская Вест-Индская компания начала вывозить рабов из королевства Лоанго, этот процесс продолжал осуществляться нидерландскими контрабандистами вплоть до 1730 года.
В связи со значительным расстоянием между Эльминой и Луандой, местоположение колониальной особой администрации Нидерландского Золотого Берега («Юга Африки») во время оккупации Анголы было перенесено в Луанду.

## История

### Первые попытки
Действуя по плану Groot Desseyn, Голландская Вест-Индская компания, основанная в 1621 году, после успешного взятия Салвадора, столицы Бразилии, попыталась захватить Луанду. В 1624 году нидерландский флот, находящийся под командованием Пита Хайна, попытавшись захватить Луанду, потерпел неудачу; несколькими месяцами ранее Филипс ван Зэйлен также попытался взять город, но в связи с тем, что португальцы возвели укрепления, не смог этого сделать.
После сдачи шедшего с сокровищами испанского флота голландскому в 1628 году, Голландская Вест-Индская компания снова попыталась осуществить план Groot Desseyn. Имея достаточно ресурсов, а также денег для возмещения предстоящих убытков, в начале 1630 года голландцы быстро захватили Ресифи и Олинду, главные области Бразилии, в которых имелись большие плантации сахарного тростника.

### Взятие Луанды (1641)
В 1641 году голландский флот под командованием Корнелиса Йола захватил португальскую Луанду. Захватив город, голландцы заключили договор с королевой Ндонго Зингой. Войска Зинги атаковали португальцев в Массангану. Армия Зинги пополнилась в рядах, и она снова осадила Массангану, Сальвадор ди Са, возглавлявший португальские войска, разгромил голландцев, Ангола перешла в руки португальцев. Войска Зинги отступили в Матамбу.
Прибрежные области Анголы находилась под управлением голландцев с 26 августа 1641 по 21/24 августа 1648 года (колонией управляла в это время Голландская Вест-Индская компания. Захват Анголы голландцами был впервые предложен королём Конго Педро II. После захвата голландским флотом адмирала Корнелиса Луанды, португальские войска отступили в реке Бенго, но позже нидерландцы возобновили союз с королём Конго, объединённые войска подошли к Конго и разгромили португальцев, которые впоследствии отступили к Массангану. Целью голландцев, к большому сожалению короля Конго Гарсии II и Зинги, желавших помочь им выгнать португальцев, не было полное завоевание Анголы. Однако, голландские власти пришли к выводу, что им не под силу монополизировать работорговлю в Анголе, только вывозя рабов из Луанды и других близлежащих населённых пунктов, и тем более, что португальцы отправили в Массангану подкрепление из Бразилии. В 1647 году, после разгрома войск Зинги португальцами в 1646 году, был принят закон о создании армии. В сражении при Комби голландские войска, совместно действовавшие с Зингой, разбили португальцев и впоследствии осадили Амбаку, Массангану и Мушиму.